# Ingrid Syrstad Engen
Ingrid Engen, née le 29 avril 1998 à Melhus, est une footballeuse internationale norvégienne, qui joue au poste de milieu de terrain à l'OL Lyonnes.

## Biographie

### Parcours en club
Engen commence sa carrière avec le SK Trondheims-Ørn. À la fin du championnat dans lequel le club termine 7e, Ingrid est approchée par plusieurs clubs, rejette les propositions et prolonge son contrat avec le club de Trondheim pour une année.
Après avoir effectué une saison avec le LSK Kvinner qui lui permet de réaliser le doublé Coupe / Championnat, elle signe avec le champion d'Allemagne, le VfL Wolfsbourg (qui suivait Engen depuis 2015) pour un contrat de deux ans et demi, avec en contrepartie le droit de retourner dans le club de Lillestrøm pour la première partie de la saison 2019.
En 2021, elle découvre un nouveau championnat en s'engageant chez le champion d'Europe en titre, le FC Barcelone.
En 2022, le FC Barcelone échoue en finale de Champion's League contre l'Olympique lyonnais. En 2023, le club se qualifie à nouveau pour la finale contre l'ancien club d'Ingrid Engen, le VfL Wolfsburg, à Eindhoven. 

### Parcours en équipe nationale
Après avoir écumé les différentes sélections de jeunes, Ingrid Engen reçoit sa première sélection en équipe nationale A le 28 février 2018, face à l'Australie (défaite 4-3). Elle marque son premier but le 2 mars 2018, face à la Chine (victoire 2-0).
Le 2 mai 2019, elle est appelée pour disputer la Coupe du monde 2019 organisée en France.

## Famille
Ingrid Engen a un frère, Andy, plus jeune qu’elle.

## Vie privée
Ingrid Engen partage sa vie avec Maria Pilar Léon, footballeuse espagnole.

## Palmarès

### En club
SK Trondheims-Ørn
- Finaliste de la Coupe de Norvège en 2014

 LSK Kvinner
- Championne de Norvège en 2018
- Vainqueure de la Coupe de Norvège en 2018

 VfL Wolfsburg
- Championne d'Allemagne en 2019 et 2020
- Vainqueure de la Coupe d’Allemagne en 2019, 2020 et 2021
- Finaliste en Ligue des champions en 2020

 FC Barcelone
- Championne d'Espagne en 2022, 2023 et 2024
- Vainqueure de la Coupe d'Espagne en 2022 et 2024
- Vainqueure de la Supercoupe d'Espagne en 2022, 2023 et 2024
- Vainqueure de la Ligue des champions en 2023 et 2024
- Finaliste de la Ligue des champions en 2022